# Croatan

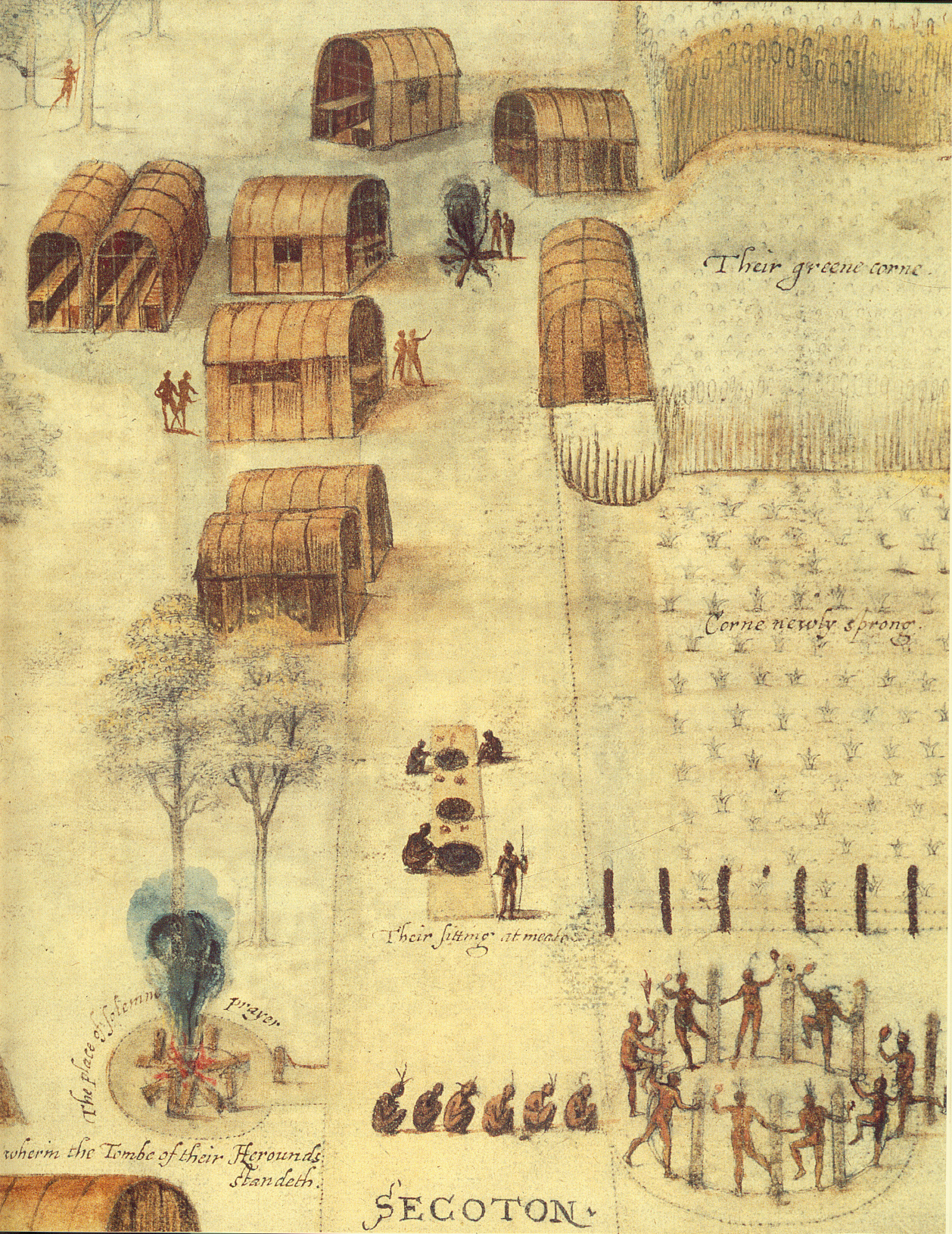
La vila de Secoton a Roanoke, pintada pel governador John White c.1585

Els croatan eren un petit grup amerindis que vivia a les zones costaneres del que avui és Carolina del Nord. Poden haver estat una branca dels roanokes o aliats seus.

## Història
El croatan viure en l'actual comtat de Dare, una àrea que abasta el riu Alligator, Croatan Sound, illa de Roanoke, i parts dels Outer Banks, incloent l'illa de Hatteras. Estan extingits com a tribu, que eren un dels pobles algonquins de Carolina, nombrosos en el moment de la trobada amb els anglesos al segle xvi. El territori dels roanokes també es va estendre a la part continental, on tenien la seva principal ciutat a la costa occidental de Croatan Sound. Els estudiosos creuen que els algonquins tenia una població total de 5.000 a 10.000 persones.
Els indis croatan formaven part dels algonquins de Carolina. L'agricultura era la font principal d'aliment dels indis, i el fet que podrien alimentar tant als colons com a ells mateixos, demostra de manera molt eficaç l'eficiència de la seva agricultura. Els nadius americans regula la posició de cada persona a la societat per les marques públiques. Els caps o líders, anomenats werowances, controlaven entre una i divuit viles. Els més grans van ser capaços de reunir set o vuit-cents guerrers. Els anglesos es va meravellar davant el gran respecte que tenien als werowances, dient que no hi havia persones arreu del món que tinguessin més respecte cap als seus líders. Werowance en realitat vol dir "el que és ric". Els caps i les seves famílies gaudien d'un gran status amb respecte, però si no convencien als seguidors que l'acció o la causa era sàbia, no hi anaven. El paper del cap era repartir la riquesa de la seva tribu, en cas contrari el respecte es perdia.

### Creences
Els amerindis que vivien a les Carolines creien en la immortalitat de l'ànima. Després de la mort, l'ànima entra en el cel, ja sigui per a viure amb els déus o per anar un lloc prop de la posta del sol anomenat Popogusso i cremar-se tota l'eternitat en una enorme fossa. El concepte de cel i infern s'utilitzava en la gent comuna per respectar els líders i viure una vida que seria beneficiosa per a ells en el més enllà. Els fetillers i els sacerdots eren els líders espirituals distintius. Els sacerdots eren escollits pels seus coneixements i saviesa, i eren els líders de la religió organitzada. D'altra banda els fetillers eren triats per les seves habilitats màgiques. Es creia que els fetillers tenien poders d'una connexió personal amb un ésser sobrenatural (en la seva majoria esperits del món animal).

### Colonització europea
Se sap que l'arribada dels europeus va trastornar les relacions tribals. Les tribus que van tenir contacte va arribar a guanyar poder a través del seu control de les mercaderies del comerç europeu. Fos quin fos el poder militar anglès exercit sobre els algonquins de Carolina els indis no podien fer una guerra molt més decisiva que la dels aliments. Tots el que els indis havien de fer era perdre el contacte amb els anglesos, i els anglesos hauria estat completament indefensos. Tot i que les relacions variaven entre les tribus, es creu que roanokes i croatan estaven en bons termes amb els pobladors anglesos pobladors de la colònia de Roanoke. El cap Wanchese, l'últim líder dels Roanoke, va acompanyar els anglesos en un viatge a Anglaterra.

### La Colònia Perduda

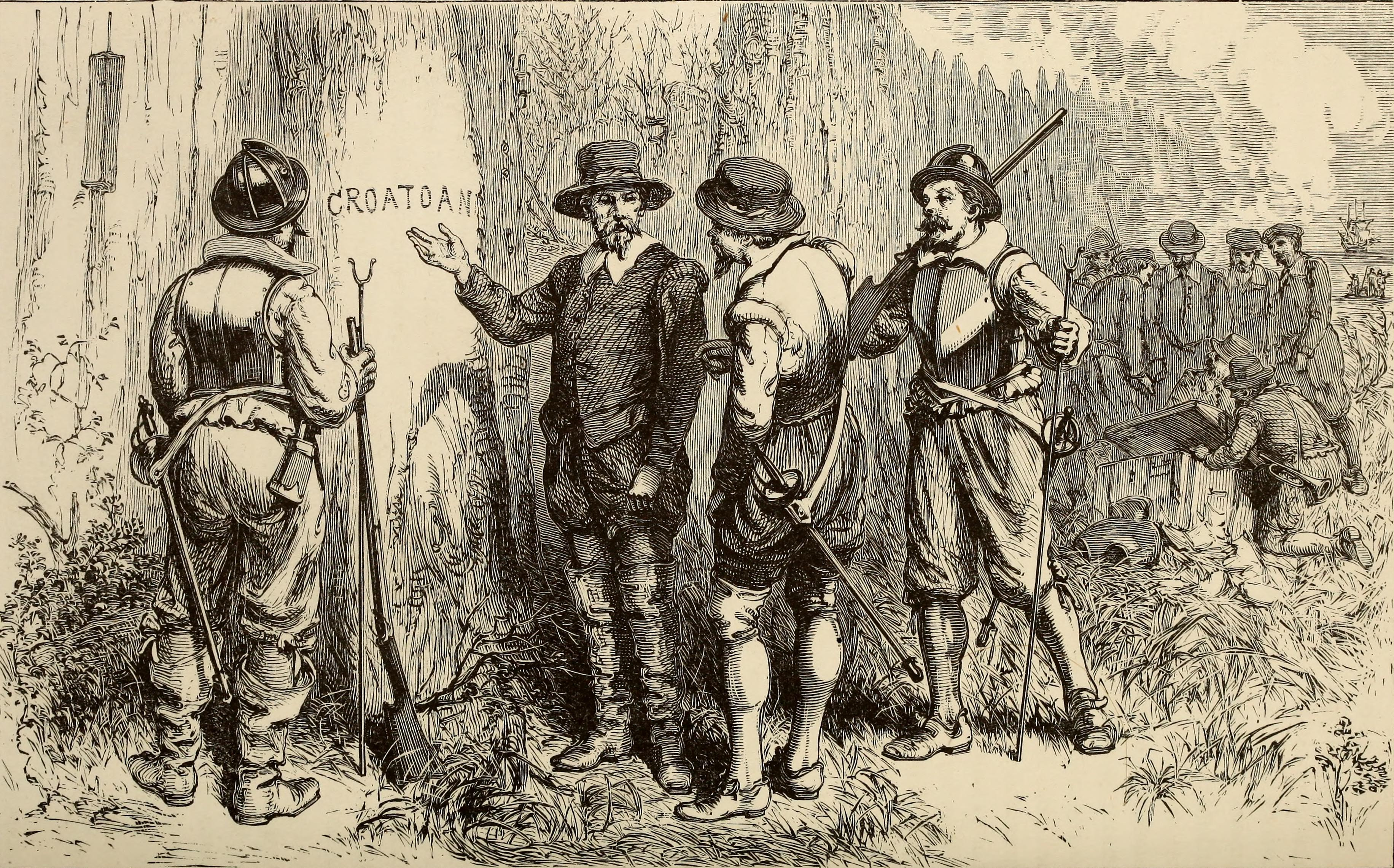
Governador John White returna a Roanoke en 1590 i trobva la paraula "croatoan" gravada en un arbre.

És possible que alguns dels supervivents de la Colònia Perduda de Roanoke s'haguessin unit als croatan. El governador White va arribar finalment a l'illa de Roanoke el 18 d'agost de 1590, tres anys després d'haver vist per darrer cop Virgínia, però va trobar que la seva colònia havia estat abandonada feia temps. Els edificis s'havien esfondrat i "les cases [eren] enderrocades". Les poques pistes sobre el parador dels colons van incloure les lletres "CRO" tallades en un arbre, i la paraula "Croatoan" tallada en un pal de la fortalesa. Croatoan era el nom d'una illa propera (probablement l'actual illa de Hatteras) i d'una tribu local dels nadius americans. L'illa de Roanoke no era la localització planejada originalment per la colònia i s'havia discutit la idea de traslladar-se a qualsevol altre lloc. Abans de la sortida del governador, ell i els colons havia acordat deixar un missatge tallat en un arbre si es movien i incloure una imatge d'una Creu de Malta si la decisió era ser presa per la força. White no va trobar cap creu i tenia l'esperança que la seva família encara estigués viva.
Els croatan, igual que altres algonquins de Carolina, patiren epidèmies de malalties infeccioses com la verola en 1598. Això reduí en gran manera el nombre de la tribu i els va deixar subjectes a la pressió colonial. Es creu que es van extingir com a tribu a principis del segle xvii.

### Especulació sobre el destí de la "colònia perduda"
Basat en la llegenda, alguns van dir que la tribu Lumbee, amb seu a Carolina del Nord, eren descendents dels croatoan i dels supervivents de la colònia perduda de l'illa de Roanoke. Durant més de cent anys, els historiadors i altres estudiosos han estat examinant la qüestió de l'origen Lumbee. Encara que hi ha hagut moltes explicacions i conjectures, persisteixen dues teories. En 1885, Hamilton McMillan, un historiador local i legislador estatal, va proposar la teoria de la "colònia perduda". Sobre la base de la tradició oral entre els Lumbees i el que ell considera com una forta evidència circumstancial, McMillan postula una connexió entre els Lumbees i els primers colons anglesos que es van establir a l'illa de Roanoke en 1587 i les tribus algonquines (Croatan inclosos) que habitaven la costa de Carolina del Nord al mateix temps. D'acord amb els relats històrics, els colons van desaparèixer misteriosament poc després que es van assentar, deixant poca evidència de la seva destinació. La hipòtesi de McMillan, que també va ser recolzada per l'historiador Stephen Weeks, sosté que els colons van migrar amb els indis cap a l'interior de Carolina del Nord, i per 1650 s'havien establert al llarg de les ribes del riu Lumber. Es suggereix que els actuals Lumbees són els descendents d'aquests dos grups.
Altres estudiosos creuen que els Lumbees són descendents d'un grup Siouan oriental anomenats cheraws. Durant els segles XVII i XVIII una sèrie de tribus de parla siouan ocupaven el sud-est de Carolina del Nord. John Reed Swanton, etnòleg pioner en la Smithsonian Institution, va escriure el 1938 que els Lumbees eren probablement d'ascendència cheraw però també eren genealògicament influenciats per altres tribus sioux de la zona. Els historiadors contemporanis com James Merrell i William Sturtevant confirmen aquesta teoria, la qual cosa suggereix que els cheraws, juntament amb els supervivents d'altres tribus les poblacions dels quals havien estat devastades per la guerra i les malalties, trobaren refugi dels colons agressius i de tribus hostils als pantans del comtat de Robeson a l'est de Carolina del Nord.
La investigació de finals del segle XX ha demostrat que entre els cognoms establert com a avantpassats Lumbee hi havia nombrosos mestissos afroamericans lliure de Virgínia abans de la Revolució Americana, i els seus descendents que van emigrar a Virginia i les fronteres de Carolina del Nord a finals del segle xviii i principis del XIX. Aquestes "persones lliures de color" eren majoritàriament descendents de dones blanques i homes africans, que treballaven i vivien junts a la Virgínia colonial. Aquestes connexions s'han traçat per a nombroses persones i famílies a través dels registres judicials, títols de propietat i altres documents històrics existents. Al comtat de Robeson es podrien haver casat amb supervivents indígenes aculturats com a amerindis.

## Època moderna i el llegat
La Lost Colony Center for Science and Research ha excavat artefactes anglesos en el territori de l'antiga tribu croatan. Els artefactes també poden ser evidència de comerç amb la tribu, o que els amerindis els van trobar a l'antic emplaçament de la colònia. El Centre està duent a terme un estudi d'ADN per intentar determinar si hi ha restes europeus entre els descendents croatan.
Un marcador històric col·locat per l'estat de Geòrgia afirma que "En 1870 un grup d'indis Croatan van emigrar de les seves llars al comtat de Robeson, Carolina del Nord, seguint la indústria de pasta cel·lulòsica al sud-est de Geòrgia. Amb el temps molts dels croatans es van convertir en grangers arrendataris de la Trading Company Adabelle, cultivant cotó i tabac. La comunitat croatan va establir l'Església Baptista Mount Zion a Adabelle, així com una escola i un cementiri proper. Després del col·lapse de la Companyia de Comerç Adabelle, els croatans s'enfrontaren tant les dificultats econòmiques com a la injustícia social. Com a resultat, la majoria dels membres de la comunitat van tornar a Carolina del Nord per 1920. La tribu a la qual pertanyien aquestes famílies van arribar a ser coneguts com a lumbee a principis del 1950."